# (1290) Albertine
(1290) Albertine – planetoida z pasa głównego asteroid okrążająca Słońce w ciągu 3 lat i 234 dni w średniej odległości 2,37 au. Została odkryta 21 sierpnia 1933 w Observatoire Royal de Belgique w Uccle przez Eugène’a Delporte. Nazwa planetoidy pochodzi od Alberta I Koburga (1875–1934), króla Belgii zmarłego wkrótce po odkryciu asteroidy. Przed nadaniem nazwy planetoida nosiła oznaczenie tymczasowe (1290) 1933 QL1.